# Pierre-Yves Artaud
Pierre-Yves Artaud (Parigi, 13 luglio 1946) è un flautista francese.

## Biografia
Primo premio di flauto e musica da camera al Conservatorio di Parigi, Pierre-Yves Artaud affianca all'attività concertistica il ruolo di docente e ricercatore.
Dal 1981 al 1986, dietro incarico di Pierre Boulez, ha diretto l'Atelier de recherche instrumentale presso l'Institut de recherche et coordination acoustique/musique (IRCAM) di Parigi mentre, dal 1994 al 1997, è stato direttore artistico dell'"ensemble 2e2m", nel quale ha anche ricoperto a lungo il ruolo di solista.
Interprete insigne del repertorio contemporaneo, ha suscitato la creazione di un ampio numero di opere per flauto da parte di compositori come Gilbert Amy, André Boucourechliev, Franco Donatoni, Brian Ferneyhough, Sofia Gubaidulina, Klaus Huber, Betsy Jolas, Michaël Levinas, Paul Méfano, Emmanuel Nunes, Luis de Pablo e Yoshihisa Taira, cimentandosi egli stesso con la composizione.
Professore di flauto e musica da camera presso il Conservatorio di Parigi (CNSMDP), oltre che all'École normale de musique de Paris, Pierre-Yves Artaud ha tenuto numerose masterclasses in Europa e in Asia (soprattutto in Giappone). Autore di svariati trattati pedagogici, presso il CNSMDP si occupa altresì dell'insegnamento della didattica.
È stato insignito di numerosi riconoscimenti, tra cui il "Premio dell'Académie Charles Cros" (ricevuto per tre volte), il "Gran premio d'interpretazione della musica francese contemporanea" della "Société des auteurs, compositeurs et éditeurs de musique" (SACEM) (1982), il "Gran premio del disco" in Giappone (1984) e il "Prix de la réalisation pédagogique", ancora della SACEM (1998).
Nell'agosto del 2009 ha fatto parte dei componenti della giuria del VII Concorso Internazionale "Leonardo De Lorenzo" tenutosi a Viggiano (PZ), insieme ai maestri Andràs Adorjàn, Rocco Abate e Ransom Wilson.